# DOC格式
.doc，是電腦文件常見副檔名的一種，这三个字母是英文单词document（文件）的缩写。
該格式原是純文字文件使用的，多見於不同的作業系統中，軟硬件的使用說明。1980年代，WordPerfect 以此作為其專屬文件的副檔名。至1990年代，微軟在文書處理軟件 Word 中，使用了 .doc 作為副檔名，並廣為流行；而前兩者的格式已幾近絕跡。
微軟的“.doc”格式是一種自己的專屬格式，其檔案可容納更多文字格式、腳本語言及復原等資訊，比其他的文件檔格式如RTF、HTML等要多，但因為該格式是屬於專屬格式，因此其兼容性也較低。
在Palm OS系統中，“.doc”是PalmDoc所使用的副檔名，一個完全無關的格式，主要用於電子圖書的編碼。 

## 程式／轉換器
- Microsoft Word
- OpenOffice.org Writer 或 StarOffice
- LibreOffice Writer
- WordPerfect
- AbiWord
- KOffice
- DisplayWrite
- Interleaf
- Wordpad
- WordStar

## 類似文件格式
- DOCX – Microsoft Office Open XML
- ODT – OpenDocument Text
- OASIS Open Office XML（又稱為OpenDocument）
- PDF - Adobe Portable Document Format
- RTF - 微軟的Rich Text Format
- XPS – XML Paper Specification